# Јарек Бисашки
Јарек Бисашки је насељено место у саставу општине Брезница у Вараждинској жупанији, Хрватска. До територијалне реорганизације у Хрватској налазио се у саставу старе општине Нови Мароф.

## Становништво
На попису становништва 2011. године, Јарек Бисашки је имао 204 становника.

## Попис1991.
На попису становништва 1991. године, насељено место Јарек Бисашки је имало 201 становника, следећег националног састава:
| Попис 1991.‍ | Попис 1991.‍ | Попис 1991.‍ | Попис 1991.‍ | Попис 1991.‍ |
| ----------- | ----------- | ----------- | ----------- | ----------- |
|             |             |             |             |             |
| Хрвати      | Хрвати      |             | 198         | 98,50%      |
| Муслимани   | Муслимани   |             | 1           | 0,49%       |
| непознато   | непознато   |             | 2           | 0,99%       |
| укупно: 201 |             |             |             |             |